# Tempe Inditex
Tempe Inditex est une entreprise spécialisée dans le design, fabrication et distribution des chaussures et accessoires de mode pour les marques filiales du groupe Inditex. Son siège se trouve à Elche, ville de la Province d'Alicante en Espagne.
Tempe au sein du groupe Inditex est chargée de créer toutes les collections de chaussures et accessoires, contrôler leur production et réaliser leur distribution au niveau mondial.
Les produits que Tempe réalise sont destinés aux magasins: Zara, Pull and Bear, Massimo Dutti, Bershka, Stradivarius, Oysho et en moindre mesure certains produits de Zara Home.
Son siège se trouve à Elche, ville où se trouve l'un des principaux centres de production de chaussures d'Espagne. La croissance constante d'Inditex a amené Tempe à créer des plateformes au Mexique, au Brésil et en Asie (surtout en Inde).

## Histoire
L'entreprise Tempe a été créée en 1989 et sa croissance (comme celle de Inditex) a été continuelle, aujourd'hui elle a la capacité de produire jusqu'à 33 millions de paires de chaussures par an. La première collection que Tempe créa fut en 1990 pour Zara, une collection de chaussures pour enfants.
Peu à peu, ses secteurs de production ont commencé à s'agrandir jusqu'à atteindre toutes les filiales d'Inditex participant ainsi à l'expansion mondiale du groupe.
Le succès des produits de Tempe se définit par sa créativité, son design et surtout la réactivité et capacité d'adaptation par des réponses agiles et rapides aux demandes du marché.
Ainsi Tempe réussit à subvenir aux besoins des plus de 5 500 magasins du groupe, répartis dans 80 pays différents.
En septembre 2023, la société espagnole Tempe a annoncé son intention de commencer la production dans l'État du Bengale occidental en Inde avant Noël. L'État du Bengale occidental, dirigé par la ministre en chef Mamata Banerjee, a accueilli favorablement cette initiative, qui devrait renforcer les liens commerciaux entre l'Espagne et l'Inde et contribuer à la croissance économique de la région.